# اتفاق نكوماتي
اتفاق نكوماتي (رسميًا: اتفاقية عدم الاعتداء وحسن الجوار بين موزمبيق وجنوب إفريقيا)، كان اتفاق عدم اعتداء تم توقيعه في 16 مارس 1984 بين جمهورية موزمبيق الشعبية وجمهورية جنوب إفريقيا. أقيم الحدث في مدينة كوماتيبورت بجنوب إفريقيا مع الموقعين رئيس موزمبيق سامورا ماشيل ورئيس وزراء جنوب إفريقيا بيتر بوتا. كان الهدف المعلن من المعاهدة منع موزمبيق من دعم المؤتمر الوطني الأفريقي للقيام بأعمال عنف في جنوب إفريقيا، ووقف جنوب إفريقيا عن إمداد حركة رينامو في موزمبيق.
قوبلت المعاهدة برفض من أعضاء مؤتمر تنسيق التنمية للجنوب الأفريقي وخاصة من حزب المؤتمر الوطني الأفريقي الذين كانوا على دراية بآثارها على نضالهم من أجل التحرير. على الرغم من ذلك، اعترفت المجموعتان بأن موزمبيق قد أُجبرت أساسًا على توقيع المعاهدة حيث كانت البلاد على وشك الدمار بسبب الصراع مع متمردي رينامو المدعومين من جنوب إفريقيا.
وقفت موزمبيق إلى جانبها من المعاهدة وطردت أعضاء حزب المؤتمر الوطني الأفريقي من جنوب البلاد، وفي الوقت نفسه تجاهل الجنوب أفريقيون الصفقة وعززوا دعمهم المكثف بالفعل لرينامو. كشفت الوثائق التي تم الاستيلاء عليها من قاعدة جورونجوسا الرئيسية في عام 1985 أن جنوب إفريقيا واصلت دعمها في انتهاك للاتفاق. أنهى اتفاق سلام دائم، اتفاق روما العام للسلام، أخيرًا الحرب الأهلية في موزمبيق في عام 1992 وأشرف عليها قوة الأمم المتحدة في موزامبيق حتى عام 1994.

## روابط خارجية
- النص الكامل لاتفاق نكوماتي
- نص جميع اتفاقيات السلام لموزمبيق